# Пилипчук Пилип Каленикович
Пили́п Кале́никович Пилипчу́к (14 листопада 1889, Ружин Київської губернії — 30 серпня 1940, Холм) — український державний діяч, прем'єр уряду УНР в екзилі (1921—1922) та професор таємної Української Політехніки у Львові, український громадсько-політичний і державний діяч.

## Біографія
Народився у Київській губернії (Російська імперія). Здобув інженерну освіту в Санкт-Петербурзі — закінчив Петербурзький політехнічний інститут за спеціальністю інженер комунікацій. На початку XX століття брав активну участь в житті української громади у Петербурзі. Під час Першої світової війни — помічник начальника Київської округи водних шляхів.
В 1917—1918 — доцент теоретичної механіки у Київському політехнічному інституті. Належав до Української партії соціалістів-революціонерів, згодом — Української народно-республіканської партії.
В уряді Центральної Ради В. Винниченка — виконувач обов'язки директора департаменту Генерального секретарства торгу і промисловості. У період Директорії УНР — начальник водних шляхів Дніпра. В грудні 1918 — квітні 1919 — керуючий міністерством шляхів в уряді УНР Володимира Чехівського та Сергія Остапенка. Влітку—восени 1919 очолював дипломатичну місію уряду УНР у Варшаві.
1920 року входив до складу Комісії по виробленню Конституції Української Народної Республіки (створена 30 серпня 1920), яка працювала у Тарнові (Польща).
У 1921—1922 — Пилипчук — голова Ради Народних Міністрів УНР в екзилі.
У 1922—1925 — професор Українського (таємного) політехнічного інституту у Львові. З 1926 року жив у Луцьку, працював на посаді міського архітектора у луцькому магістраті. Був звільнений у 1931 році через звинувачення у службових зловживаннях. Згодом працював як приватний архітектор. Автор більше сотень проектів будинків у Луцьку, в тому числі у стилі функціоналізму.
Був засновником та головою Товариства імені Лесі Українки.

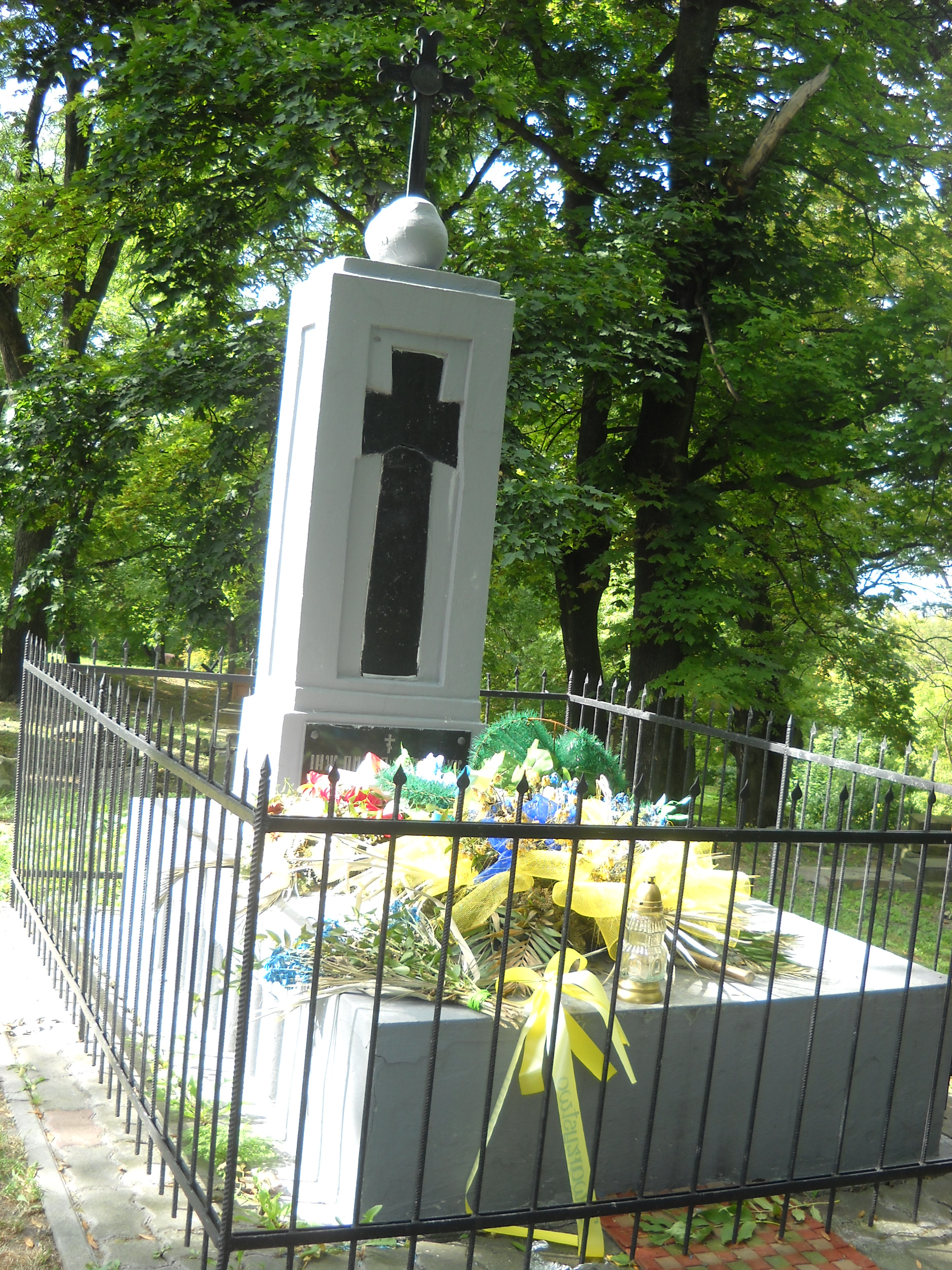
могила прем'єр-міністра УНР в екзилі Пилипа Пилипчука на православному цвинтарі міста Холма

Помер 30 серпня 1940 року у Холмі (тепер Польща), похований на українському кладовищі.